# خسرو پارسا
خسرو پارسا بازیکن بازنشسته  ایرانی و پیشکسوت باشگاه فوتبال استقلال تهران است. پارسا  از بازیکنان بی حاشیه و بی جنجال فوتبال ایران بود . نوع فوتبالش  فیزیکی و قدرتی بود و به گونه‌ای   بازی می‌کرد  که به چشم نمی‌آمد  ولی پیستون راست آبی پوشان  با حضور ستاره های بزرگ آن روزهای استقلال توانست اعتماد کادرفنی به خصوص منصور پورحیدری سرمربی تیم را بدست آورد.از نکات جالب توجه درباره‌ی خسرو پارسا اینکه وی تنها سه فصل در استقلال  بود  اما با این تیم به مقامهای با ارزشی دست یافت. کسب  دو گانه ی ایران و آسیا بزرگ ترین اتفاق زندگی ورزشی خسرو پارسا می‌باشد. وی در سال ۱۳۷۱  از استقلال جدا و  به باشگاه فوتبال بانک تجارت تهران پیوست . وی هم اکنون عضو کانون پیشکسوتان استقلال تهران است. 

## افتخارات
استقلال تهران
بین المللی
لیگ قهرمانان آسیا
 قهرمان آسیا جام باشگاه‌های آسیا ۹۱–۱۹۹۰
 نایب قهرمان آسیا جام باشگاه‌های آسیا ۱۹۹۱
تورنمنتها
 قهرمان جام میلز هنوستان  ۱۹۸۹
 قهرمان جام بوردولوی  ۱۹۸۹
 قهرمان جام استقلال قطر ۱۹۹۱
داخلی
 قهرمان ایران لیگ فوتبال ایران  ۶۹–۱۳۶۸
 قهرمان تهران جام باشگاه‌های تهران ۱۳۷۰
نایب قهرمانی
 نایب قهرمان ایران جام حذفی فوتبال ایران ۱۳۶۹
 نایب قهرمان ایران لیگ فوتبال ایران  ۷۱–۱۳۷۰
 نایب قهرمان تهران جام باشگاه‌های تهران ۱۳۶۸
 نایب قهرمان تهران جام باشگاه‌های تهران ۱۳۶۹
کسب دو گانه ( فوتبال)
خسرو پارسا با استقلال به قهرمانی لیگ ایران و باشگاههای آسیا دست یافت و به  افتخار کسب دو گانه نائل آمد
باشگاه فوتبال بانک تجارت تهران
 قهرمان تهران لیگ فوتبال استان تهران  ۱۳۷۲

## پیوند
دو گانه ( فوتبال)